# Глоттерталь
Глоттерталь (нем. Glottertal) — община в Германии, в земле Баден-Вюртемберг. 
Подчиняется административному округу Фрайбург. Входит в состав района Брайсгау — Верхний Шварцвальд.  Население составляет 3025 человек (на 31 декабря 2010 года). Занимает площадь 30,76 км².
Община подразделяется на 4 сельских округа.
Недалеко от общины на западном склоне Шварцвальда расположен бывший акведук Урграбен. Раньше он доставлял воду с восточной стороны горы Кандель (нем. Kandel) в Зуггенталь, где в средние века работала шахта по добыче серебряной руды. Общая длина канала ≈22 км. В настоящее время это памятник техники XIII века в Германии.